# Covariance générale
En physique théorique, la covariance générale (ou invariance générale) est l'invariance de la forme des lois physiques dans toute transformation de coordonnées différentiable. Le principe qui sous-tend cette notion est qu'il n'existe a priori aucune coordonnée dans la Nature, ce sont seulement des artifices mathématiques utilisés pour la décrire, et qui ne devraient donc jouer aucun rôle dans l'expression des lois fondamentales de la physique. En d'autres termes, selon le principe qui sous-tend la notion de covariance générale, les lois physiques ne portent pas a priori directement sur la Nature mais sur une variété différentielle abstraite.
Une loi physique qui est covariante générale prend la même forme mathématique dans n'importe quel système de coordonnées et s'exprime généralement en termes de champs tensoriels. Les théories de l'électrodynamique formulées au début du XXe siècle en sont des exemples.
Albert Einstein a proposé ce principe pour sa relativité restreinte. Cependant, elle ne modélise que les systèmes de coordonnées de l'espace-temps qui sont liés par des mouvements relatifs uniformes[Quoi ?], le « référentiel inertiel ». Einstein a établi que le principe généralisé de relativité doit aussi s'appliquer aux mouvements relatifs accélérés et a utilisé le calcul tensoriel, nouvel outil mathématique à l'époque, pour prolonger l'invariance générale de Lorentz de la relativité restreinte (qui s'applique seulement aux référentiels inertiels) à l'invariance locale de Lorentz (qui s'applique à tous référentiels). Cette prolongation lui a permis de créer la relativité générale.